# Ichiro Masuda
Ichiro Masuda (Japans 増田一郎, Masuda Ichiro, 1933) is een Japanse vibrafonist in de jazz.
Ichiro Masuda werkte vanaf de jaren 60 in de Japanse jazzscene, o.a. in de groep Swing Session (waarin o.m. Eiji Kitamura, Kazuo Yashiro, Martha Miyake en Muneyoshi Nishiyo speelden. In 1965 kwam hij met een kwartet met zijn debuutalbum  歌謡ヒット・ソフト・タッチ (Nippon Columbia).  
In de jaren 70 speelde hij ook met Okihiko Sugano (Session, Yamaha Records, 1972),  Teddy Wilson, Yuzuru Sera, Satoru Oda, Takeshi Inomata, in de jaren 80 en 90 bij Eiji Kitamura, verder met Hidehiko Matsumoto, Raymond Conde, Ray Brown (Bye bye Blackbird, 1984) en Akitoshi Igarashi.
Begin 1976 speelde hij in een opnamesessie met Hank Jones (The Song Is Ended, Victor), met verder Masanaga Harada en Taketoshi Igarashi). In 1977 volgde studio-opnames met Ray Brown (The Most Special Joint, Victor), met Cedar Walton, Billy Higgins). Vanaf 1978 kwam hij met een reeks van Songbook-albums met muziek van Richard Rodgers, Cole Porter en Irving Berlin. Volgens Tom Lord was hij in de jazz tussen 1970 en 1992 betrokken bij 42 opnamesessies, de laatste was met Takeshi Inomata (Fever). Hij nam ook een album op met Milt Jackson (Plays with Ichiro Masuda Quartet).

## Discografie (selectie)
- My Way (Full House Records, 1977), met Keiko Nemoto, Yoichi Kobayashi, Taketoshi Igarashi
- Bewithed: Richard Rodgers Song Book (Trio Records), met Yoichi Kobayashi, Hiroshi Sunaga, Keiko Nemoto
- Cole Porter Song Book (Trio, 1978), met Keiko Nemoto, Ikuo Shiozaki, Yoichi Kobayashi, Takeshi Inomata
- Cheek to Cheek: Irving Berlin Songbook (King)
- Hello Dolly (Lob Records, 1981), met Keiko Nemoto, Koji Toyama, Jun Shimizu
- The Swing Session (Union Jazz, 1982), met Eiji Kitamura, Akira Miyazawa, Teddy Wilson, Koji Toyama, Isamu Harada
- NHK-FM Live Session '92 (GML, 1992)
- Remembering Bags (Three Blind Mice, ed. 2001)